# Everett Lewis
Everett Lewis est un réalisateur américain indépendant.

## Biographie
Everett Lewis est diplômé d'un Baccalauréat universitaire ès lettres de l'université d'État de Caroline du Nord, et d'un master d'art à l'université du Sud de la Californie (USC).
Il a enseigné au département cinéma de l'USC et de l'université Chapman.
En 2011, il a présenté son film Somefarwhere à ZeFestival (Nice).
Ses films sont disponibles sur MUBI.

## Filmographie
- 1990 : The Natural History of Parking Lots avec Charlie Bean
- 1993 : An Ambush of Ghosts avec Geneviève Bujold
- 1996 : Skin & Bone avec David Arquette
- 2002 : Luster
- 2005 : Prends-moi… mais avant, paye-moi le resto ! (FAQs)
- 2009 : Lucky Bastard
- 2011 : The Pretty Boys
- 2011 : Somefarwhere
- 2016 : Territory

## Récompenses
- Festival international du film de Stockholm 1990 : cheval de bronze
- Festival du film de Turin 1990 : prix du public et prix de la ville de Turin